# 杉浦佳子
杉浦佳子（日语：／ Sugiura Keiko，1970年12月26日—），日本女子自行车运动员。她曾代表日本参加2020年夏季残疾人奥林匹克运动会自行车比赛，获得女子计时赛C1-3级和女子公路赛C1-3级金牌。